# شارلوت (آیووا)
شارلوت (به انگلیسی: Charlotte) شهری در ایالت آیووا کشور ایالات متحده آمریکا است که جمعیت آن در سرشماری سال ۲۰۱۰ میلادی، ۳۹۴ نفر بوده‌است.